# 古奇峰

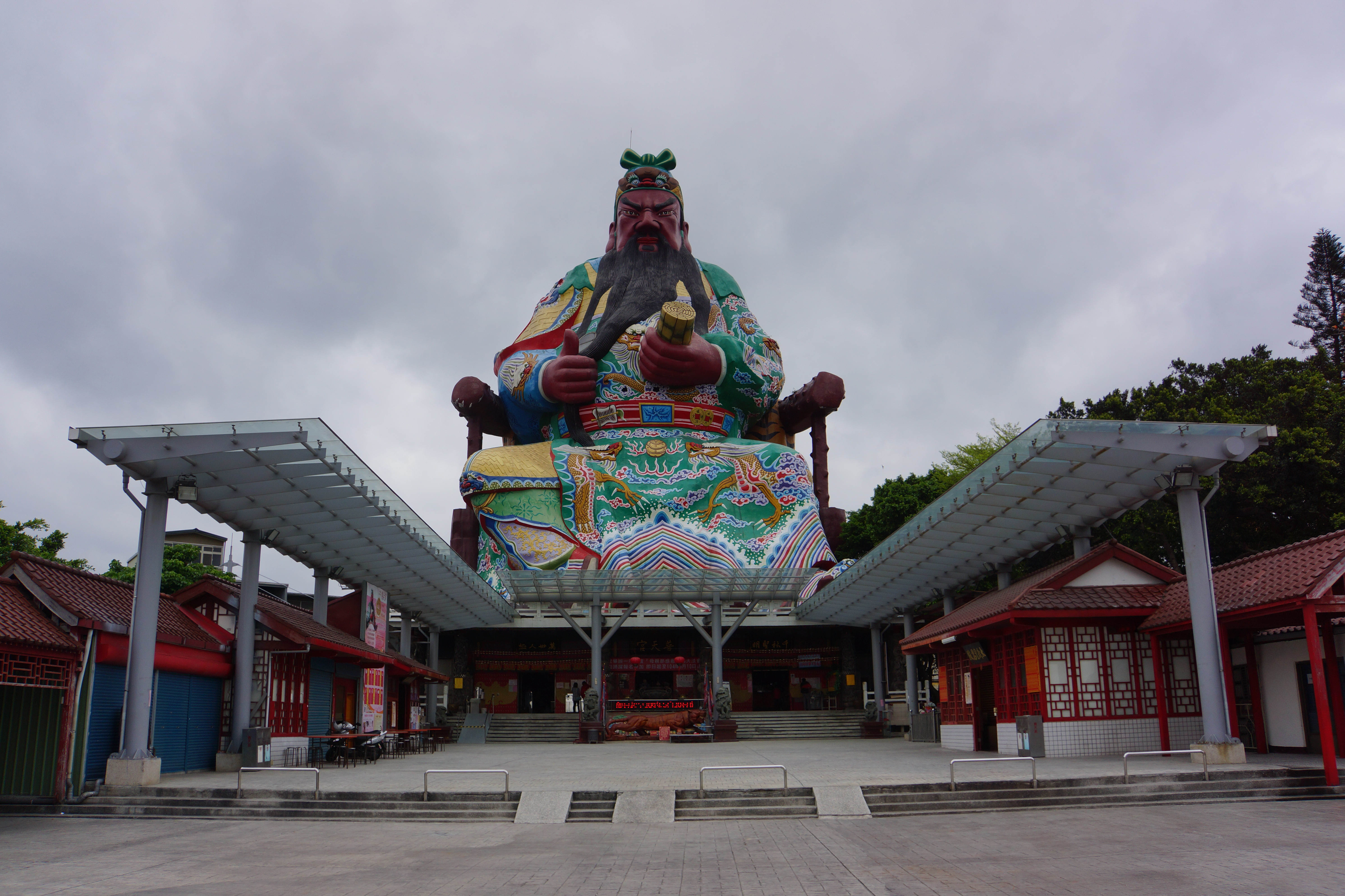
新竹市古奇峰育樂園普天宮的高120台尺巨型關聖帝君神像。

古奇峰位於台灣新竹市郊，原稱平埔頂，四周環繞著令人心曠神怡的自然綠意，包括十八尖山、青草湖、清華大學、交通大學及科學園區等，風光明媚。「古奇遠眺」是竹塹八景之一。

## 概要
古奇峰風景區以神像和廟宇及古奇峰育樂園為主，包括普天宮、翠碧岩寺、清泉寺、法雨山宏修禪苑、圓光寺、法王寺、包青宮、碧雲寺、龍泉寺、萬佛禪寺、妙覺寺、古峰寺、法源寺、財神廟天王寺、古奇峰九天玄女廟、仁光寺、開天宮、通天宮及臺灣基督長老教會聖經學院等建物，其中以新竹普天宮最具規模，山頂有一座高120台尺莊嚴肅穆的關公像，是古奇峰的地標與精神所在。

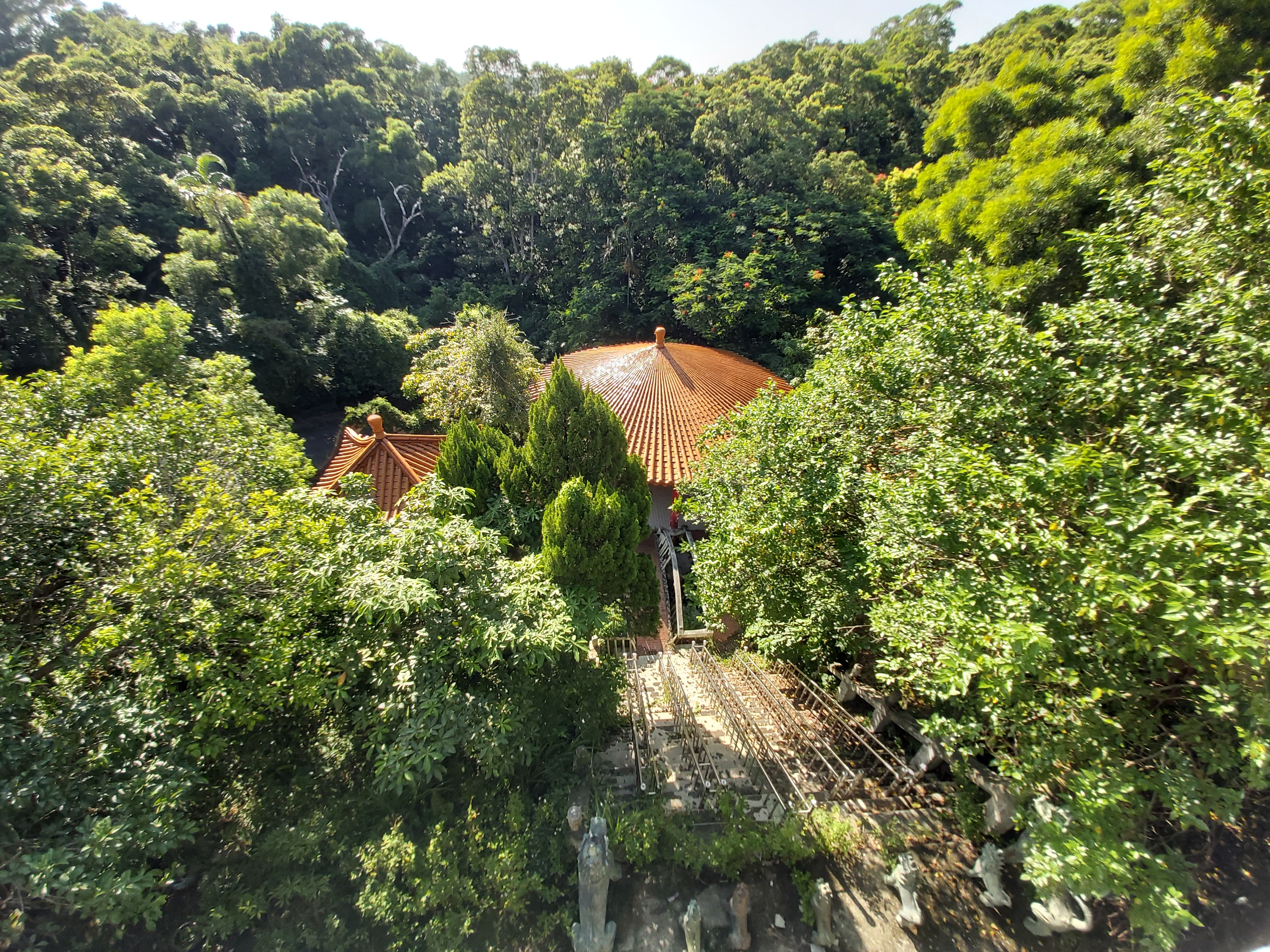
古奇峰育樂園鳥瞰圖

古奇峰育樂園中收藏古今中外珍貴的歷史文物、藝術品與鬼斧神工雕刻的極品，詩、書、畫等精美作品、新穎別緻的木雕展示館等；古奇峰育樂園曾獲中華經貿促進會頒發優等獎，也是旅遊事業管理局指定的旅遊聖地。
普天宮附近的玻璃工藝店，偶而會有傳統噴吹玻璃的技藝表演，也是一個觀光點。
臺灣默片小生鄭連捷在此建座小廟，度過餘生。

## 相關項目
- 新竹普天宮
- 古奇峰育樂園